# Сквер Магдебургского права
Сквер Магдебургского права (до 2023 года — сквер имени Н. Н. Попудренко) (укр. Сквер Магдебурзького права, до 2023 року — сквер імені М. М. Попудренка) — сквер, расположенный в центре Чернигова на территории Деснянского района. Сквер назывался в честь Героя Советского Союза Николая Никитича Попудренко. Площадь — 1,13 га.

## История
В связи со строительством Черниговского водовода, в 1893—1898 годы на бывшем пожарном майдане (территория дома облпрофсовета) возведена водоподъёмная башня (не сохранилась), а под Театральным сквером сооружён подземный комплекс сооружений, который состоял из круглого и квадратного помещения, которые были связаны с насосной станцией на Яловщине.
В 1898—1899 годы был разбит Театральный сквер, названный из-за расположенного поблизости городского театра. В центральной части будущего сквера в 1851 году был раскопан курган «княжны Чёрной». В советский период: с 1926 года сквер носил название имени Андрея Заливчего — в честь революционера времён Гражданской войны Андрея Заливчего, который погиб в 1918 году поблизости к скверу, с 1930-х годов — «имени Пионеров». В 1937 году в западной части сквера был сооружен фонтан, внутри чаши которого центральная скульптурная композиция «хоровод детей», имелись скульптуры «жаб».
После перезахоронения Николая Попудренко на территории сквера, в мае 1944 года сквер получил название имени Героя Советского Союза Н. Н. Попудренко. В 1941 году на братской могиле был установлен трёхметровый гранитный обелиск с красной пятиугольной звездой. Также в послевоенные годы был отреставрирован фонтан.
В 1961 и 1978 годах были разработаны проектные решения реконструкции сквера. В одном из проектов, разработанном А. А. Карнабедом, предполагалась реставрация подземных помещений первого Черниговского водопровода, расположенных под сквером. Кроме того, согласно проектам, предполагалось разделение парка на зоны мемориальную и отдыха.
В 2002 году сквер был реконструирован и благоустроен по проекту дизайнера А. Н. Гагарина и художника-проектировщика Б. С. Дедова: замена покрытия аллей, расширена центральная аллея за счёт зелёных насаждений, озеленение, демонтирован старый и установлен новый фонтан. В период реконструкции изменилась надпись на плите братской могилы: «Вечная память героям павшим в боях за свободу и независимость Родины» («Вічна пам’ять героям полеглих у боях за свободу і незалежність Батьківщині»).
10 июля 2017 года могилы В. Л. Капранова и Н. Н. Попудренко были перезахоронены на городском кладбище «Яцево», а на их месте были разбиты клумбы.
С целью проведения политики очищения городского пространства от топонимов, которые возвеличивают, увековечивают, пропагандируют или символизируют Российскую Федерацию и Республику Беларусь, 21 февраля 2023 года сквер получил современное название — в честь Магдебургского права, согласно решению Черниговского городского совета № 29/VIII-7 «Про переименование улиц в городе Чернигове» («Про перейменування вулиць у місті Чернігові»).

## Описание
Расположен непосредственно западнее Красной площади и ограничен улицами Магистратской, Шевченко, Княжей (Кирпоноса). Сквер имеет форму неправильного прямоугольника.
В восточной части сквера расположены братская могила советских воинов с надгробными плитами и трёхметровый гранитный обелиск с красной пятиугольной звездой. В братской могиле захоронены 24 советских солдата, погибших при освобождении Чернигова от немецкой оккупации в сентябре-октябре 1943 года, среди которых Герои Советского Союза Залман Вихнин, Иосиф Доценко, Александр Серёжников, Василий Сериков. В западной части по центру сквера расположен фонтан.
Абсолютные высоты колеблются в пределах 132-134 м над уровнем моря. 
Транспорт: троллейбус № 1, 2, автобус/марш. такси № 27, 38, 39, 44 — остановки облмуздрамтеатр, улица Кирпоноса и улица Пятницкая.

Галерея
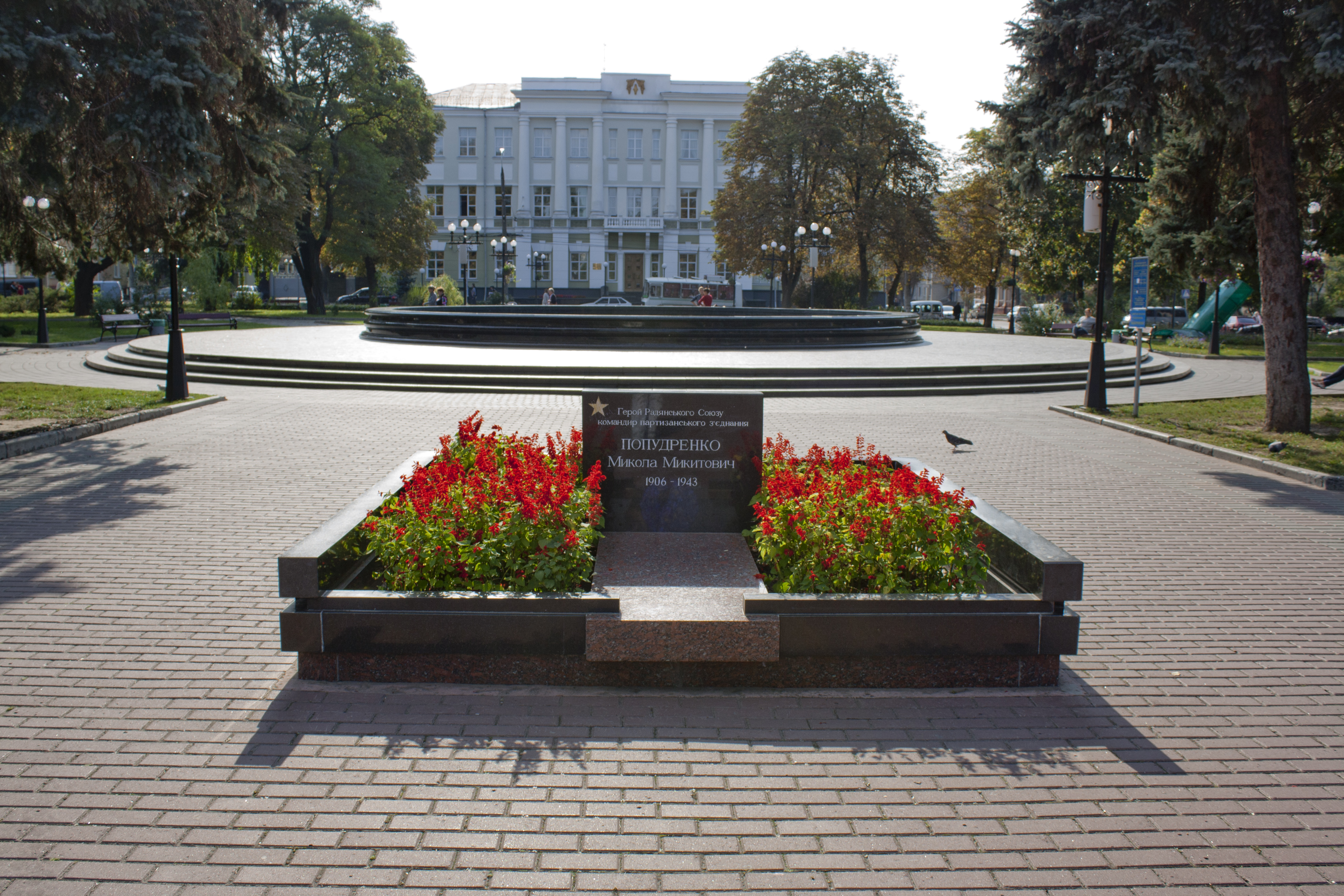
Могила Н. Н. Попудренко. 2012 год
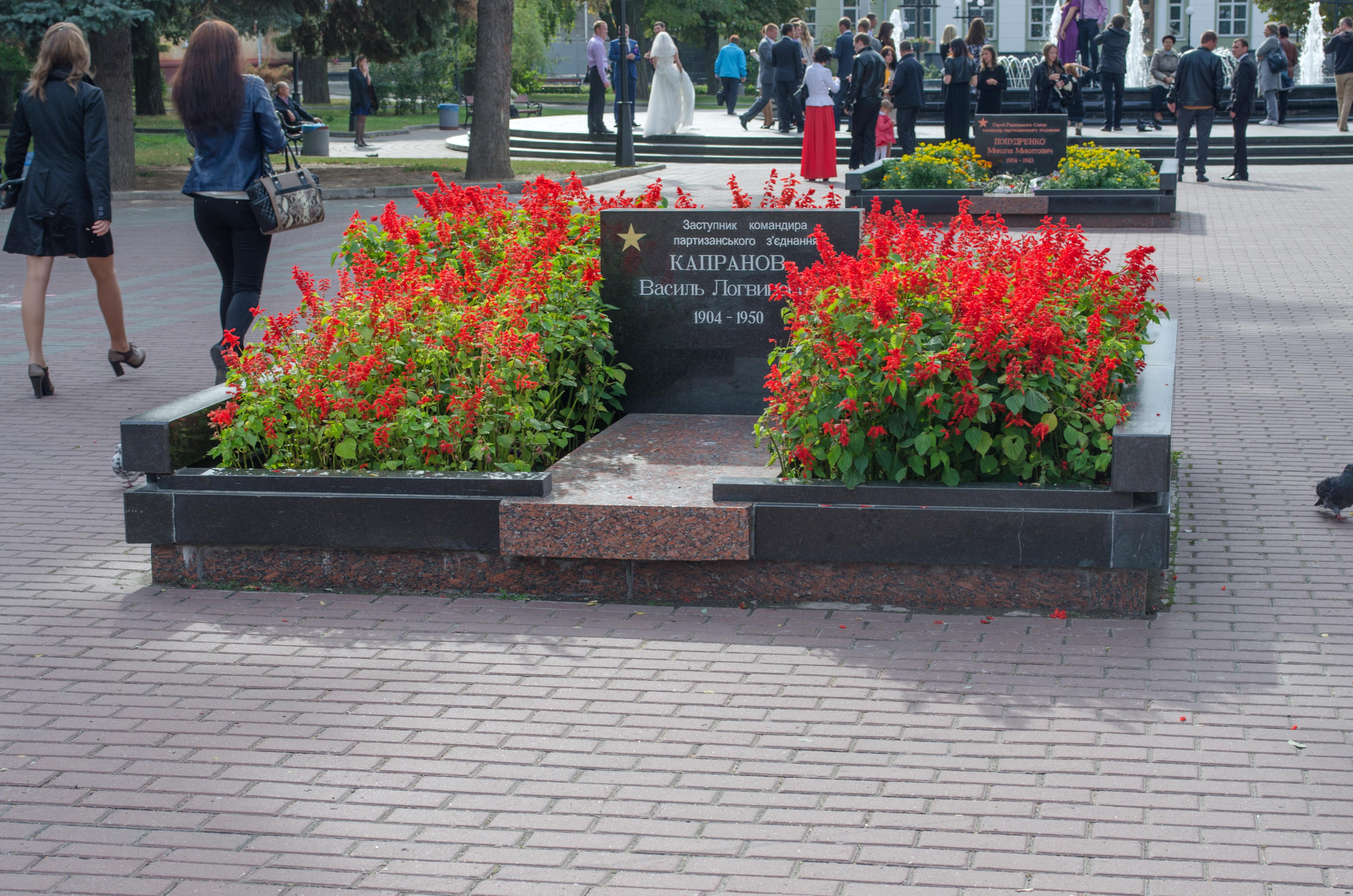
Могила В. Л. Капранова. 2014 год

## Природа
Парковая территория выступает как очаг генофонда дендрофлоры и является одним из центров рекреационной деятельности — здесь наблюдается влияние регулированной рекреации.
Здесь насчитывается 32 вида растений, в том числе 7 местных видов, из 18 семейств и 27 родов.
Ассортимент парка создавался силами Черниговского ботанического сада, совхоза «Деснянский» и КП «Зеленбуд». В 2009 году было высажено 12 деревьев культивара ('Ovalifolia') вида спирея японская (Spiraea japonica L.).